# 라이온 킹 (2019년 영화)
《라이온 킹》(영어: The Lion King)은 2019년 개봉한 미국의 서사 뮤지컬 드라마 영화이다. 존 패브로가 감독과 공동 제작을 맡았다. 각본은 제프 네이선슨이 집필하였다. 1994년 동명 애니메이션 영화를 원작으로 한다.

## 줄거리
탄자니아의 프라이드 랜드에서는 사자 무리가 프라이드 바위에서 동물 왕국을 통치한다. 무파사 왕과 사라비 왕비의 갓 태어난 아들 심바를 왕국의 주술사이자 고문인 맨드릴 원숭이 라피키가 모인 동물들에게 선보인다.
무파사는 심바에게 프라이드 랜드를 보여주며 왕권의 책임과 모든 생명체를 연결하는 '생명의 순환'에 대해 설명한다. 무파사의 동생 스카는 왕위를 탐내며 무파사와 심바를 제거하여 자신이 왕이 되려는 음모를 꾸민다. 어느 날, 심바와 그의 절친 날라가 코끼리 무덤을 탐험하다가 무자비한 셴지가 이끄는 하이에나 무리에게 쫓긴다. 무파사는 그의 궁내대신인 코뿔새 자주에게서 이 사건을 듣고 새끼들을 구출한다. 심바가 자신의 말을 듣지 않고 스스로와 날라를 위험에 빠뜨린 것에 화가 났지만, 무파사는 그를 용서하고 과거의 위대한 왕들이 밤하늘에서 그들을 지켜보고 있으며, 언젠가는 자신도 그곳에서 심바를 지켜볼 것이라고 설명한다. 한편, 모든 일을 계획했던 스카는 하이에나들을 찾아가 프라이드 랜드에서의 사냥권을 대가로 무파사를 몰아내는 데 도움을 줄 것을 설득한다.
스카는 무파사와 심바를 위한 함정을 설치하고, 심바를 협곡으로 유인한 뒤 하이에나들이 대규모 누 떼를 몰아 그를 짓밟게 한다. 그는 무파사에게 심바의 위험을 알리며, 무파사가 그를 구하러 달려갈 것을 알고 있었다. 무파사는 심바를 구하지만 결국 협곡 가장자리에 위태롭게 매달리게 된다. 스카는 무파사를 돕기를 거부하고 대신 그를 떨어뜨려 죽게 한다. 그 후 스카는 심바에게 무파사의 죽음이 그의 잘못이라고 믿게 하고 프라이드 랜드를 떠나 돌아오지 말라고 말한다. 그는 하이에나들에게 심바를 죽이라고 명령하지만, 심바는 도망친다. 스카는 무리에게 무파사와 심바가 누 떼로 인해 죽었다고 말하고 새로운 왕으로 나서며 하이에나들이 프라이드 랜드에서 살 수 있게 한다.
두 추방자인 미어캣 티몬과 혹멧돼지 품바가 사막에서 쓰러진 심바를 구한다. 심바는 이 두 새로운 친구와 다른 동물들과 함께 오아시스에서 자라며 "하쿠나 마타타"(스와힐리어로 "걱정 없이")라는 모토 아래 근심 없는 삶을 산다.
성장한 심바는 배고픈 암사자로부터 티몬과 품바를 구하는데, 그 암사자는 날라로 밝혀진다. 그와 심바는 재회하여 사랑에 빠지고, 날라는 그에게 고향으로 돌아갈 것을 촉구하며 스카의 통치 하에 프라이드 랜드가 가뭄에 시달리는 불모지가 되었다고 말한다. 무파사를 죽게 만들었다는 죄책감으로 심바는 요청을 거부하고 화를 내며 떠난다. 그 후 그는 라피키를 만나는데, 라피키는 무파사의 영혼이 심바 안에 살아있다고 말한다. 심바는 밤하늘에서 무파사의 유령을 만나고, 무파사는 그에게 그의 정당한 자리인 왕위를 물려받아야 한다고 말한다. 자신이 너무 오랫동안 과거로부터 도망쳤다는 것을 깨달은 심바는 프라이드 랜드로 돌아가기로 결심한다.
친구들의 도움을 받아 심바는 프라이드 바위의 하이에나들을 몰래 지나쳐 사라비와 싸우려던 스카와 대면한다. 스카는 무파사의 죽음에서 심바의 역할을 조롱하고 그를 바위 가장자리로 몰아붙이며, 자신이 무파사를 죽였다고 밝힌다. 분노한 심바는 나머지 무리에게 진실을 말한다. 스카는 자신을 변호하려 하지만, 무파사의 마지막 순간에 대한 그의 기억(이전에 협곡에 너무 늦게 도착했다고 주장했음에도 불구하고)이 무파사의 죽음에서 그의 역할을 드러낸다. 티몬, 품바, 라피키, 자주, 암사자들이 하이에나들과 싸우는 동안 스카는 도망치려 하지만 프라이드 바위 꼭대기 근처의 절벽에 몰린다. 스카는 자비를 구하고 자신의 범죄를 하이에나들의 탓으로 돌리려 한다. 심바는 그의 목숨을 살려주는 대신 영원히 프라이드 랜드를 떠나라고 명령한다. 스카는 거부하고 심바를 공격하지만, 짧은 싸움 끝에 심바가 그를 절벽 아래로 던진다. 스카는 낙하에서 살아남지만 그의 배신 시도를 엿들은 하이에나들에게 공격받아 죽임을 당한다. 그 후, 심바는 왕위를 계승하고 날라를 그의 왕비로 삼는다.
프라이드 랜드가 원래의 상태로 회복되자, 라피키는 심바와 날라의 갓 태어난 새끼를 모인 동물들에게 선보이며 생명의 순환을 이어간다.

## 출연진
- 도널드 글로버 - 심바 역
  - J.D. 매크래리 - 어린 심바 역
- 비욘세 - 날라 역
  - 샤하디 라이트 조지프 - 어린 날라 역
- 제임스 얼 존스 - 무파사 역
- 추이텔 에지오포 - 스카 역
- 앨프리 우더드 - 사라비 역
- 존 올리버 - 자주 역
- 존 카니 - 라피키 역
- 세스 로겐 - 품바 역
- 빌리 에크너 - 티몬 역
- 에릭 안드레 - 아지지
- 플로렌스 카숨바 - 셴지 역
- 키건마이클 키 - 카마리 역
- 페니 존슨 제럴드 - 사라피나 역
- 에이미 서데러스 - 호로새 역
- 찬스 더 래퍼 - 갈라고 역
- 조시 매크래리 - 코끼리땃쥐 역
- 필 러마 - 임팔라 역
- J. 리 - 하이에나 역

## 한국판 성우진
- 박영재 - 심바
  - 황로이 - 아역
  - 라준, 김지성 - 노래
- 박지윤 - 날라
  - 이나경 - 아역
  - 박송이 - 노래
- 이광수 - 무파사
- 송준석 - 스카
- 위훈 - 티몬
- 안장혁 - 품바
  - 은경균 - 노래
- 안경진 - 사라비
- 기영도 - 라피키
- 홍진욱 - 자주
  - 박상준 - 노래
- 전진아 - 셴지
- 최한 - 아지지
- 변영희 - 카마리
- 홍수정 - 사라피나
- 박주광 - 임팔라
- 기타출연 - 류수화, 도승은, 이재호, 김철한, 이철규, 전성현, 배문주, 고은, Claire Guyot, Gauthier Battoue, Benjamin Penamaria, Fanny Fourquez

## 우리말 제작
- 한국어 제작 : Disney Character Voices International Inc.

## 제공
- 수입/배급 : 월트디즈니컴퍼니코리아 유한책임회사
- 제작 : 월트 디즈니 픽처스/페어뷰 엔터테인먼트

## 같이 보기
- 애니메이션 영화 매출 순위 목록